# 奥尔克
奥尔克（法語：Holque，法語發音：[ɔlk]）是法国上法蘭西大區北部省的一个市镇，属于敦刻尔克区。

## 地理
奥尔克（50°51'15"N, 2°12'11"E）面积3.81 平方千米，位于法国上法蘭西大區北部省，该省份为法国最北部的省份及最长的省份，西北濒北海，西接加来海峡省，南至埃纳省和索姆省，东与比利时接壤。
与奥尔克接壤的市镇（或旧市镇、城区）包括：圣皮埃尔布鲁克、瓦特、吕曼盖姆、卡佩勒布鲁克、埃佩莱克。

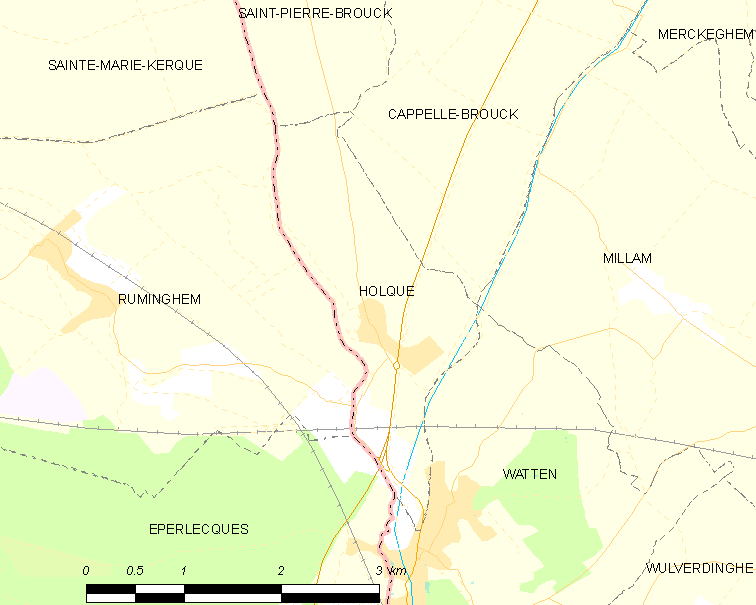
奥尔克的OSM定位图

奥尔克的时区为UTC+01:00、UTC+02:00（夏令时）。

## 行政
奥尔克的邮政编码为59143，INSEE市镇编码为59307。

## 政治
奥尔克所属的省级选区为沃尔穆特县。

## 人口

1962-2008年间奥尔克人口变化图示

奥尔克于2022年1月1日时的人口数量为855人。